# Aartsbisdom Chieti-Vasto
Het aartsbisdom Chieti-Vasto (Latijn: Archidioecesis Theatina-Vastensis, Italiaans: Arcidiocesi di Chieti-Vasto) is een in Italië gelegen rooms-katholiek aartsbisdom met zetel in de stad Chieti. De aartsbisschop van Chieti-Vasto is metropoliet van de kerkprovincie Chieti-Vasto waartoe ook het volgende suffragane aartsbisdom behoort:
- Aartsbisdom Lanciano-Ortona

## Geschiedenis
Reeds in de 6e eeuw bevond zich in Chieti een bisschopszetel. Op 1 juli 1526 verhief paus Clemens VII het bisdom met de bul Super universas tot metropolitaan aartsbisdom. De bisdommen Penne, Atri en Lanciano werden suffragaan aan Chieti.
Met de apostolische constitutie Fructuosae ecclesiae van 2 maart 1982 werd het aartsbisdom Lanciano-Ortona suffragaan gesteld aan Chieti. Op 30 september 1986 werd per decreet van de Congregatie voor de Bisschoppen het aartsbisdom Chieti samengevoegd met het bisdom Vasto. Daarvoor werden de beide bisdommen ook al in een personele unie door één bisschop bestuurd.

## Bisschoppen
Hieronder volgt een lijst van bisschoppen en aartsbisschoppen van Chieti en Chieti-Vasto.

### Bisschop van Chieti
- 499: Quinto
- 594: Barbato
- 840: Teodorico I
- 844: Lupo I
- 853: Petrus I
- 880: Teodorico II
- 904: Atinolfo
- 962: Rimo
- 965: Liudino
- 1008: Lupo II
- 1049: Arnolfo
- 1056–1073: Attone I
- 1073–1078: Celso
- 1085–1105: Rainolfo
- ?: Ruggero
- 1107–1117: Guglielmo I
- 1118: Andreas I
- 1118–1125: Gerardo
- 1125–1137: Attone II
- 1137–1140: Rustico
- 1140–1150: Alanno
- 1150–1190: Andreas II
- 1191: Petrus II
- 1192–1227: Bartolomeo
- 1228–1234: Rainaldo
- 1234–1251: Gregorio di Poli
- 1252–1253: Landolfo Caracciolo
- 1253–1262: Alessandro di Capua
- 1262–1282: Nicola da Fossa O.Cist.
- 1282–1294: Tommaso
- 1292–1293 ?: Guglielmo II
- 1295–1303: Rainaldo, O.P.
- 1303: Mattia
- 1303–1320: Pietro III
- 1324–1326: Raimondo de Mausaco O.Min.
- 1326–1336: Giovanni Crispano de Rocca
- 1336: Pietro Ferri
- 1336–1339: Beltramino Paravicini
- 1340–1352: Guglielmo III. Capoferro
- 1353–1362: Bartolomeo Papazzurri O.P.
- 1363–1373: Vitale da Bologna O.S.M.
- 1373–1378: Eleazario da Sabrano
- 1378–1396: Giovanni de Comina
- 1396–1418: Guglielmo Carbone
- 1419–1428: Nicola Viviani
- 1429–1438: Marino de Tocco
- 1438–1445: Giovanni Battista della Buona
- 1445–1488: Colantonio Valignani
- 1488–1497Alfonso d'Aragona
- 1497–1499: Giacomo Bacio Terracina
  - 1499–1501: Oliviero Carafa (apostolische administrator)
- 1505–1518: Gian Pietro Carafa (ook aartsbisschop van Brindisi)
  - 1518–1524: Gian Pietro Carafa (apostolische administrator)
- 1524–1526: Felice Trofino (vanaf 1526 aartsbisschop)

### Aartsbisschop van Chieti
- 1526–1527: Felice Trofino (tot 1526 bisschop van Chieti)
- 1528–1537: Guido de' Medici
- 1537–1549: Gian Pietro Carafa (ook aartsbisschop van Napels)
- 1549–1553: Bernardino Maffei
- 1553–1568: Marcantonio Maffei
- 1568–1577: Giovanni Oliva
- 1577–1578: Girolamo Leoni
- 1578–1585: Cesare Busdrago
- 1585–1591: Giovanni Battista Castrucci
- 1591–1592: Orazio Sanminiato
- 1592–1607: Matteo Sanminiato
- 1607: Anselmo Marzato O.F.M.Cap.
- 1607–1609: Orazio Maffei
- 1609–1615: Volpiano Volpi
- 1616–1618: Paolo Tolosa C.R.
- 1618–1631: Marsilio Peruzzi
- 1631–1636: Antonio Santacroce (ook aartsbisschop van Urbino)
- 1636–1649: Stefano Sauli
- 1649–1654: Vincenzo Rabatta
- 1654–1656: Angelo Maria Ciria O.S.M.
- 1657: Modesto Gavazzi O.F.M.Conv.
- 1659–1702: Niccolò Radulovich
- 1703–1722: Vincenzo Capece
- 1722–1737: Filippo Valignani O.P.
- 1737–1755: Michele Palma
- 1755–1764: Nicola Sanchez De Luna (ook bisschop van Nola)
- 1765–1770: Francesco Brancia
- 1770–1792: Luigi del Giudice O.S.B.Coel.
- 1792–1795: Andrea Mirelli O.S.B.Coel.
- 1796–1821: Francesco Saverio Bassi O.S.B.Coel.
- 1822–1838: Carlo Maria Cernelli
- 1838–1852: Giosuè Maria Saggese C.Ss.R.
- 1852–1856: Michele Manzo
- 1856–1877: Luigi Maria de Marinis
- 1877–1887: Fulco Luigi Ruffo-Scilla
- 1887–1901: Rocco Cocchia O.F.M. Cap.
- 1901–1919: Gennaro Costagliola C.M.
- 1919–1929: Nicola Monterisi (ook aartsbisschop van Salerno)
- 1931–1947: Giuseppe Venturi
- 1948–1967: Giovanni Battista Bosio
- 1967–1971: Loris Capovilla
- 1971–1984: Vincenzo Fagiolo
- 1984–1986: Antonio Valentini (vanaf 1986 aartsbisschop van Chieti-Vasto)

### Aartsbisschop van Chieti-Vasto
- 1986–1993: Antonio Valentini (tot 1986 aartsbisschop van Chieti)
- 1994–2004: Edoardo Menichelli (ook aartsbisschop van Ancona-Osimo)
- 2004–heden: Bruno Forte

## Galerĳ

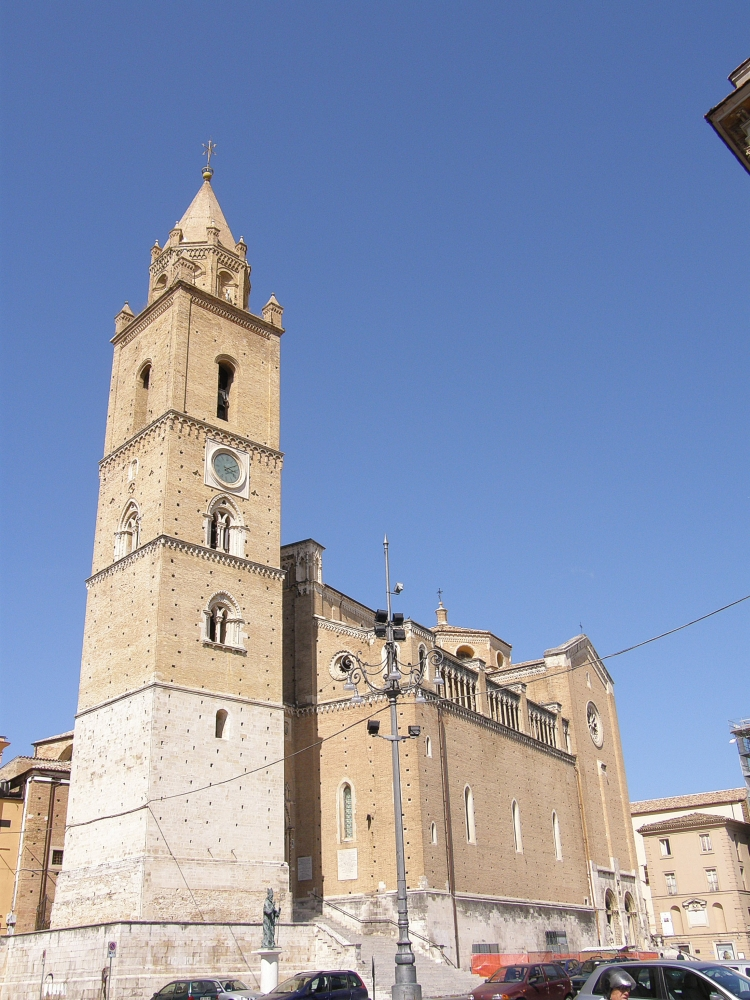
Kathedraal van Chieti
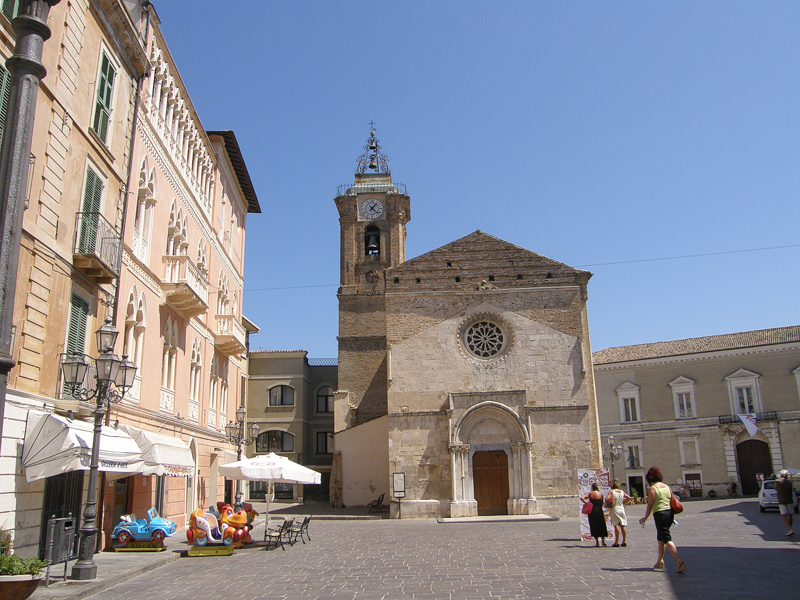
Cokathedraal van Vasto
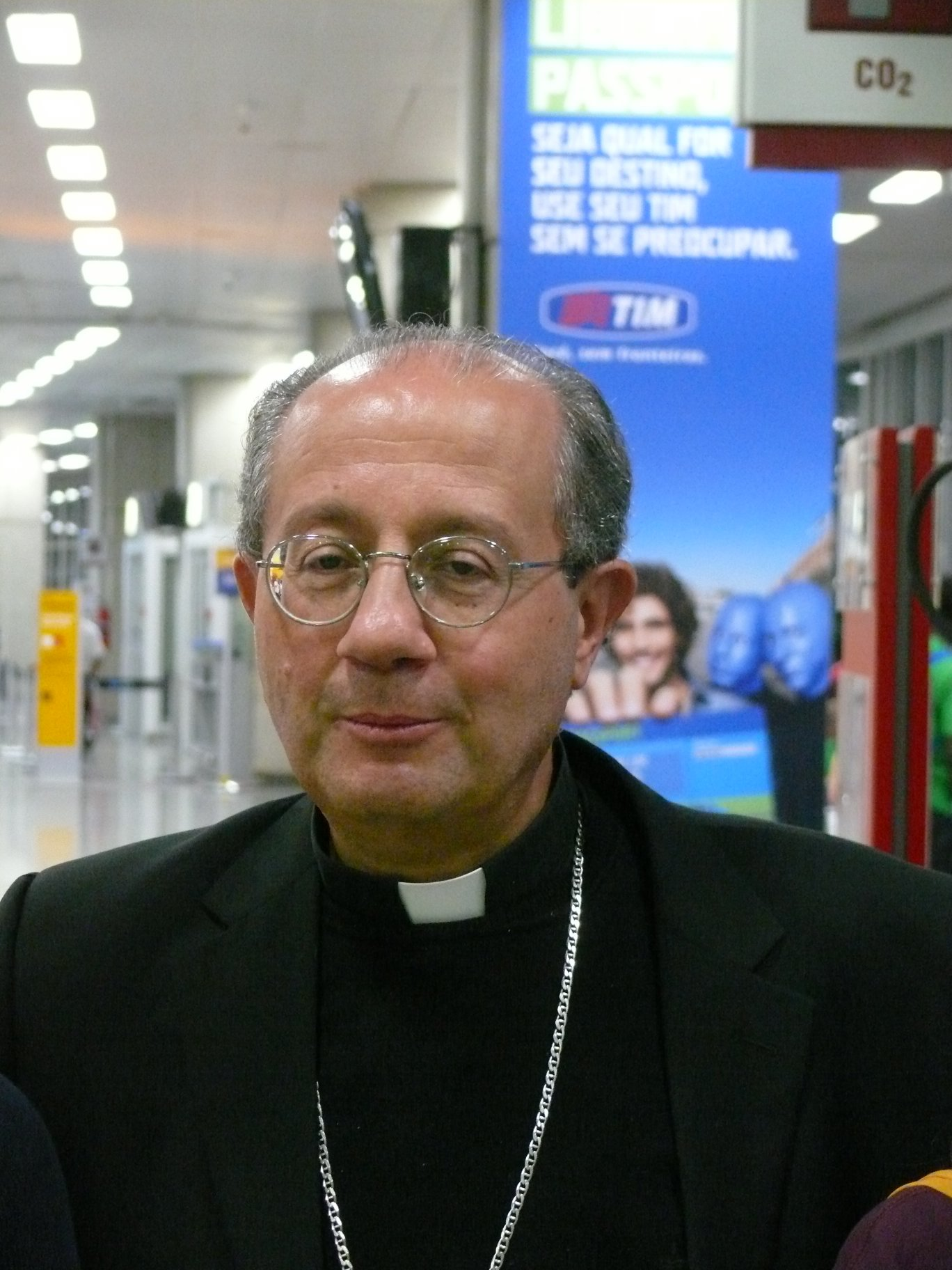
aartsbisschop Bruno Forte